# Прыжки с трамплина на зимних Олимпийских играх 1932
Соревнования по прыжкам с трамплина на зимних Олимпийских играх 1932 года прошли 12 февраля на трамплине Инвернейл (англ. Invernale).

## Общий медальный зачёт
| Место | Страна   | Золото | Серебро | Бронза | Всего |
| ----- | -------- | ------ | ------- | ------ | ----- |
| 1     | Норвегия | 1      | 1       | 1      | 3     |
| Всего | Всего    | 1      | 1       | 1      | 3     |

## Медалисты
| Вид  | Золото               | Серебро           | Бронза                 |
| ---- | -------------------- | ----------------- | ---------------------- |
| К-61 | Биргер Рууд Норвегия | Ханс Бек Норвегия | Коре Вальберг Норвегия |